# Ostaci kaštela, Trg Petra Zrinskog (Vrbovec)
Ostaci kaštela, Trg Petra Zrinskog (Vrbovec), ostaci građevine u mjestu i općini Vrbovec, zaštićeno kulturno dobro.

## Opis
Kaštel obitelji Patačić je uz dvokatnu kulu kružnog tlocrta jedina sačuvana građevina nekadašnjeg utvrđenog grada Vrbovca. Izvorno je kaštel kasnosrednjovjekovnog porijekla bio trokrilni objekt građen većinom od drveta, no nakon što je izgorio 1755. godine pregrađen je od strane obitelji Patačić i dobiva današnji izgled. Njegovo sjeverno krilo je pregrađeno i postaje jednokatan zidani slobodnostojeći objekt izduljenog pravokutnog tlocrta, a kao zaseban element sačuvana je dvokatna kula stožastog krova. Riječ je o značajnim profanim objektima grada Vrbovca smještenim u središtu grada koje ujedno predstavlja bitan arheološki lokalitet.

## Kaštel
Kaštel je podignut radi obrane od Turaka, ali se ne zna tko ga je i kada izgradio. Sabor je 1554. godine donio odluku da žitelji Križevačke županije moraju započeti sa sječom stabala radi utvrđivanja Vrbovca, pa se pretpostavlja da je utvrda bila drvena. Tvrđavu su 1591. godine kratkotrajno zauzeli i opustošili Turci. Tada je utvrda temeljito obnovljena i više nije bila drvena, iako je možda bila okružena palisadama. O tome svjedoči jedina sačuvana kula od opeke i prikazi utvrde u 18. stoljeću. Bio je to nizinski burg s opkopom za vodu (wasserburg). Nakon što je utvrda uništena u seljačkoj buni 1755. godine, Patačići su na ruševinama podigli novi zidani dvorac iznad jednog krila oštećene utvrde. To je pravokutna jednokatna zgrada koja se sačuvala do današnjih dana. Tijekom vremena većina je ostataka stare utvrde potpuno nestala, a na njezinu povišenom mjestu danas se nalazi park sa župnom crkvom.
U kaštelu je 1621. godine rođen hrvatski ban i mučenik Petar Zrinski. Zato jedinu sačuvanu kulu utvrde zovemo kula Petra Zrinskog. Ona je simbol grada i nalazi se na gradskom grbu.

## Zaštita
Pod oznakom Z-3161 zaveden je kao nepokretno kulturno dobro - pojedinačno, pravna statusa zaštićena kulturnog dobra, klasificirano kao "sakralna graditeljska baština".